# Tombeau
Il tombeau (pl. tombeaux, termine francese traducibile con sepolcro) è una composizione strumentale che, specie in periodo barocco, i musicisti usavano dedicare ai loro maestri defunti. In qualche caso può trattarsi invece di un brano vocale.

## Storia
I tombeaux, che talvolta sono anche in memoria di un poeta scomparso, possono essere fatti risalire alle lamentazioni, ai planh, alle deplorazioni e agli epitaffi vocali del Tardo Medioevo o dei secoli successivi.

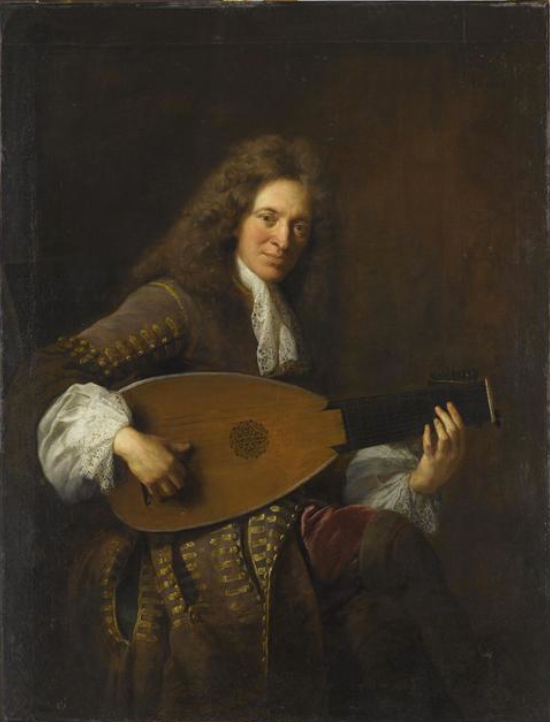
Ritratto di Charles Mouton

Tale tipologia di composizione fiorì in Francia in epoca barocca, in genere nella forma di allemanda, di pavana (entrambe del periodo pre-barocco) oppure più raramente di giga. Per la sua natura, il tombeau era caratterizzato da alcuni modelli melodici onomatopeici: fra questi, l'uso ripetuto della stessa nota, a richiamare la Morte che bussa alla porta, o di scale cromatiche ascendenti e discendenti, che intendono rappresentare i tormenti e l'ascesa dell'anima del defunto.
Diversi furono gli strumenti musicali impiegati per la creazione e l'esecuzione di tali brani: liuto (Charles Mouton e Jacques Gallot), clavicembalo (Louis Couperin, Jean-Henri d'Anglebert e Johann Jakob Froberger che con la sua Lamentation faite sur la mort très douloureuse de Sa Majesté Impériale, Ferdinand le troisième, An. 1657 fu il primo a scrivere lavori di questa natura), viola (Marin Marais), chitarra (Robert de Visée). Più tardi, a questa tradizione si richiamano tombeaux per pianoforte in memoria di Debussy composti da diversi musicisti fra i quali Paul Dukas, Albert Roussel, Eugene Aynsley Goossens, Béla Bartók, Igor' Fëdorovič Stravinskij, Maurice Ravel, Erik Satie; e i Tombeaux de Chateaubriand per orchestra scritti da Louis Aubert.
Possono essere comprese nel genere anche quelle composizioni la cui elaborazione melodica si fonda sulle lettere che formano il nome di un personaggio e sulla loro trasposizione in note secondo la notazione in uso nei paesi di lingua tedesca (ad esempio BACH, che corrisponde alle note si♭, la, do, si♮).